# Metrodome Group
Metrodome Group fou una distribuïdora britànica de cinema amb seu a Londres creada el 1995. Destacava la seua atenció en les pel·lícules de cinema independent i de llengua no anglesa.
El 2008 tingué problemes per a pagar als sues inversors perquè un dels seus clients, Entertainment UK (de Woolworths Group), estava en concurs de creditors.
El 2010 comprà Target Entertainment, excepte la branca productora Greenlit. Target Entertainment portava els drets de programes de televisió.
El 2016 entrà un concurs de creditors per no ser solvent. L'empresa de Brighton 101 Films adquirí inicialment alguns dels títols de Metrodome Group fins que adquirí tots.